# 170011 Szkody
170011 Szkody è un asteroide della fascia principale. Scoperto nel 2002, presenta un'orbita caratterizzata da un semiasse maggiore pari a 2,7297918 UA e da un'eccentricità di 0,0797039, inclinata di 5,42954° rispetto all'eclittica.